# Gertjan Martens
Gertjan Martens (Ursel, 20 september 1988) is een Belgische voetballer die zowel centraal in de verdediging als op het middenveld kan worden uitgespeeld. Sinds 2018 voetbalt hij voor tweedeklasser AFC Tubize.

## Carrière
Martens is afkomstig uit Ursel en begon er op jonge leeftijd te voetballen bij de plaatselijke club. In 1994 trok hij naar Club Brugge, waar hij de jeugdreeksen doorliep. In 2003 maakte hij de overstap naar AA Gent. Martens maakte in die periode ook deel uit van de Belgische nationale selectie in zijn jeugdcategorie.
In 2009 trok de jonge verdediger naar SK Ronse, waar hij vlug een vaste waarde werd. In de zomer van 2010 verkaste hij naar toenmalig tweedeklasser KV Oostende, waar hij twee seizoenen voetbalde. In het begin van het tweede seizoen liep hij een virus op dat hem heel wat vermoeidheidsverschijnselen bezorgde. Later in het jaar moest hij zich opnieuw in de basis knokken bij de kustploeg, die zich aan het einde van dat seizoen wist te plaatsen voor de eindronde. In die nacompetitie eindigde Oostende echter laatste, met twee punten uit zes wedstrijden.
Na het seizoen 2011/12 ondertekende Martens een contract bij eersteklasser Waasland-Beveren, dat toen net naar de hoogste afdeling was gepromoveerd. Hij kon echter geen basisplaats afdwingen bij de Oost-Vlaamse club, en keerde tijdens de winterstop terug naar KV Oostende, op uitleenbasis. Onder trainer Frederik Vanderbiest werd Martens een van de uitblinkers in de ploeg die zich in april 2013 tot kampioen van de tweede afdeling mocht kronen. Ook in het seizoen 2013-2014 behoorde Martens tot de A-kern van de Oostendenaars.
In juni 2014 stapte hij over naar tweedeklasser Antwerp FC, op uitleenbasis. In de zomer van 2015 verliet hij Antwerp en KV Oostende definitief voor tweedeklasser Royale Union Saint-Gilloise. Daar speelde hij drie jaar, alvorens over te stappen naar reeksgenoot AFC Tubize.

## Clubstatistieken
| Seizoen         | Club              | Land            | Competitie         | Competitie ¹ | Competitie ¹ | Beker | Beker | Totaal | Totaal |
| Seizoen         | Club              | Land            | Competitie         | Wed.         | Dlp.         | Wed.  | Dlp.  | Wed.   | Dlp.   |
| --------------- | ----------------- | --------------- | ------------------ | ------------ | ------------ | ----- | ----- | ------ | ------ |
| 2009/10         | SK Ronse          | België          | EXQI League        | 36           | 6            | 1     | 0     | 37     | 6      |
| 2010/11         | KV Oostende       | België          | Tweede klasse      | 32           | 2            | 0     | 0     | 32     | 2      |
| 2011/12         | KV Oostende       | België          | Tweede klasse      | 31           | 5            | 0     | 0     | 31     | 5      |
| 2012/13         | Waasland-Beveren  | België          | Jupiler Pro League | 0            | 0            | 0     | 0     | 0      | 0      |
| 2012/13         | → KV Oostende     | België          | Belgacom League    | 27           | 1            | 2     | 0     | 29     | 1      |
| 2013/14         | KV Oostende       | België          | Jupiler Pro League | 8            | 0            | 0     | 0     | 8      | 0      |
| 2014/15         | → Antwerp FC      | België          | Proximus League    | 28           | 0            | 1     | 0     | 29     | 0      |
| 2015/16         | Union Sint-Gillis | België          | Proximus League    | 33           | 3            | 1     | 0     | 34     | 3      |
| 2016/17         | Union Sint-Gillis | België          | Eerste klasse B    | 31           | 5            | 1     | 0     | 32     | 5      |
| 2017/18         | Union Sint-Gillis | België          | Eerste klasse B    | 22           | 2            | 2     | 0     | 24     | 2      |
| 2018/19         | AFC Tubize        | België          | Eerste klasse B    | 14           | 0            | 0     | 0     | 2      | 0      |
| Carrière totaal | Carrière totaal   | Carrière totaal | Carrière totaal    | 262          | 24           | 8     | 0     | 270    | 24     |

¹ inclusief eindrondewedstrijden